# Bartki (Dąbrówno)
Bartki (deutsch Bardtken) ist ein kleiner Ort in der polnischen Woiwodschaft Ermland-Masuren. Er gehört zur Gmina Dąbrówno (Landgemeinde Gilgenburg) im Powiat Ostródzki (Kreis Osterode in Ostpreußen).

## Geographische Lage
Bartki liegt im Südwesten der Woiwodschaft Ermland-Masuren, 21 Kilometer südlich der Kreisstadt Ostróda (deutsch Osterode in Ostpreußen).

## Geschichte
Die Handfeste für Bartcken wurde 1365 erstellt. Spätere Namensformen sind: nach 1365 Barttke, um 1450 Bertgengutt, nach 1450 Bartku und um 1782 Bartken. Der Gutsbezirk Bardtken wurde 1874 in den Amtsbezirk Döhlau (polnisch Dylewo) im Kreis Osterode in Ostpreußen aufgenommen. Vor 1900 wurde Bardtken als ein großes Vorwerk in die Landgemeinde Döhlau eingegliedert.
Mit dem gesamten südlichen Ostpreußen wurde Bardtken 1945 in Kriegsfolge an Polen überstellt. Der kleine Ort erhielt die polnische Namensform „Bartki“ und ist als Weiler (polnisch Osada) eine Ortschaft innerhalb der Gmina Dąbrówno (Landgemeinde Gilgenburg) im Powiat Ostródzki (Kreis Osterode in Ostpreußen), bis 1998 der Woiwodschaft Olsztyn, seither der Woiwodschaft Ermland-Masuren zugehörig.

## Kirche
Bis 1945 war Bardtken in die evangelische Dorfkirche Döhlau  in der Kirchenprovinz Ostpreußen der Kirche der Altpreußischen Union, außerdem in die römisch-katholische Kirche Gilgenburg eingepfarrt. Heute gehört Bartki evangelischerseits zu Ostróda in der Diözese Masuren der Evangelisch-Augsburgischen Kirche in Polen, katholischerseits zu Dylewo, einer Filialkirche der Pfarrei Szczepankowo (Steffenswalde) im Erzbistum Ermland.

## Verkehr
Bartki liegt an einer Nebenstraße, die die Woiwodschaftsstraße 537 mit der Kreisstadt Ostróda an der Landesstraße 16 verbindet. Eine untergeordnete Straße führt vom Nachbarort Pląchawy (Plonchau) nach Bartki.